# Madredeus
Madredeus (Мадредеуш) — снискавшая международную известность португальская музыкальная группа. Их музыка сочетает фаду с современной фолк-музыкой.

## История и состав
Группа образована в 1985 году гитаристом Педру Айреш Магальяйншем (Pedro Ayres Magalhães) и клавишником Родригу Леаном (Rodrigo Leão). Позже к ним присоединились аккордеонист Габриэл Гомеш (Gabriel Gomes) и виолончелист Франсишку Рибейру (Francisco Ribeiro). В одном из ночных клубов Лиссабона группа услышала выступление певицы Терезы Салгейру (Teresa Salgueiro) и пригласила её присоединиться к коллективу. В 1987 Madredeus записали свой первый альбом, Os dias da Madredeus.

## Название группы и её дальнейшая судьба
Первый альбом был записан в заброшенном лиссабонском аббатстве. Запись прерывалась постоянными звуками проходящего мимо трамвая, линия которого была расположена в непосредственной близости. В связи с этим фактом, группа выбрала себе название в честь соседней трамвайной остановки, «Madre de Deus», сократив его к народному «Madredeus». В 1993 Педру Айреш Магальяйнш временно оставил группу и был заменён гитаристом Жозе Пейшоту (José Peixoto). Магальяйнш воссоединился с группой позже, таким образом в группе стало два гитариста.

## Вендерс и «Мадредеуш»
Madredeus выпустили несколько альбомов и приобрели большую популярность в Португалии, оставаясь неизвестными вне страны. Мировая известность пришла в 1994 году, когда Вим Вендерс, впечатлённый их музыкой, задействовал Madredeus в съёмках фильма Лиссабонская История.

## После «Лиссабонской истории»
В 1994 Родригу Леан оставил группу, занявшись сольной карьерой, на его место пришёл клавишник Карлуш Мария Триндаде (Carlos Maria Trindade). В 1997 Франсишку Рибейру и Габриэл Гомеш покинули коллектив — в связи с тем, что Madredeus с записью альбома O Paraíso стали отдаляться от своего изначального фольклорного звучания. В группу был приглашён гитарист Фернанду Жудисе (Fernando Júdice). Madredeus продали более 3 миллионов дисков во всем мире.
В ноябре 2007 Тереза Салгейру объявила о своём уходе из Madredeus и с тех пор занимается сольной карьерой. В 2012 году группа выпустила альбом Essência с участием новой вокалистки Беатриш Нунеш.

## Дискография
- Os Dias da MadreDeus (1987)
- Existir (1990)
- Lisboa (1992, концерт в Лиссабоне)
- O Espírito da Paz (1994)
- Ainda (1995, саундтрек фильма Лиссабонская история)
- O Paraíso (1997)
- O Porto (1998, концерт в Порту)
- Antologia (2000, сборник)
- Movimento (2001)
- Palavras Cantadas (2001, сборник)
- Euforia (2002, концерт в Брюгге, с Flemish Radio Orchestra)
- Electrónico (2002, альбом ремиксов)
- Um Amor Infinito (2004)
- Faluas do Tejo (2005)
- Metafonia (2008, с A Banda Cósmica)
- A Nova Aurora (2009, с A Banda Cósmica)
- Castelos na Areia (2010, с A Banda Cósmica)
- Essência (2012)